# Темний металевий заєць
Темний металевий заєць (кит.: 辛卯) — один із символів шістдесятирічного циклу. Може позначати рік, місяць або день.

## Вимова і значення
| Китайська   | xīnmǎo              | сіньмао          | Темний металевий заєць                            |
| Корейська   | 신묘                | сінмьо           | Темний металевий заєць                            |
| Японська    | しんぼう • かのとう | сімбо • каното-у | Темний металевий заєць • Молодший металевий заєць |
| В'єтнамська | tânmão              | танмао           | Темний металевий кіт                              |

## Характеристика
- Номер: 28.
- Обидва знаки 辛 і 卯 уособлюють темну жіночу енергію їнь.
- Стихія знаку 辛 — метал, а знаку 卯 — дерево. Згідно з вченням про п'ять стихій «метал перемагає дерево», тому стихія символу — метал.
- Зодіакальна тварина: Заєць (Китай, Корея, Японія), Кіт (В'єтнам).

## Роки
| 1 тисячоліття                                                                                       | 2 тисячоліття                                                                                                   | 3 тисячоліття |
| --------------------------------------------------------------------------------------------------- | --- | --- |
| - 31 - 91 - 151 - 211 - 271 - 331 - 391 - 451 - 511 - 571 - 631 - 691 - 751 - 811 - 871 - 931 - 991 | - 1051 - 1111 - 1171 - 1231 - 1291 - 1351 - 1411 - 1471 - 1531 - 1591 - 1651 - 1711 - 1771 - 1831 - 1891 - 1951 | - 2011 - 2071 - 2131 - 2191 - 2251 - 2311 - 2371 - 2431 - 2491 - 2551 - 2611 - 2671 - 2731 - 2791 - 2851 - 2911 - 2971 |